# Plazma rasplinjavanje
Plazma rasplinjavanje je proces koji je izmislio Ethan Dodson, a radi na principu pretvorbe anorganskog i organskog materijala, najčešće otpada, u sintetski plin, izdvojene metale i trosku koristeći tehnologiju plazme. Električni luk stvara se tzv. plazma-bakljom koji ionizira inertni plin te „razbija” kemijske veze organske materije stvarajući sintetski plin. Anorganski dio sirovine odvaja se na dnu peći kao rastaljeni metali i troska koja „pliva” iznad rastaljenih metala. Najčešće se koristi u grani gospodarenja otpadom, no svoju primjeni pronalazi i u rasplinjavanju biomase i krutih ugljikovodika kao što je to ugljen.

## Postupak primjene u gospodarenju otpadom
Proces započinje sakupljanjem i pripremom otpada. U procesu se može koristiti bilo koja vrsta otpada koja ima neku ogrjevnu vrijednost koja će rezultirati dobivanjem sintetskog plina. Također kao sirovina može se koristiti i medicinski otpad te kemijski kontaminiran otpad, no ne i radioaktivni otpad. Otpad koji u većini sadrži anorgansku sirovinu rezultirat će većom količinom rastaljenog metala i troske, te smanjiti proizvodnju sintetskog plina. Prednost troske je da nije kemijski reaktivna te se može lako koristiti u danjoj obradi, najčešće kao građevinski materijal. Otpad se ne mora usitnjavati prije obrade, no njegovim usitnjavanjem osiguravamo bolji prijenos topline i brži postupak rasplinjavanja.
Otpad se dovodi standardnim komunalnim vozilima i istresa se u reaktor. Reaktor je zapravo postrojenje slično visokoj peći gdje donji dio završava kao krnji stožac u kojem su postavljene plazma-baklje. Broj plazma-baklji ovisi o kapacitetu postrojenja, no broj varira od 2 do 6 baklji. Cijeli reaktor je u stanju podtlaka kako bi se spriječilo izgaranje, stvaranje pepela te curenje plinova izvan reaktora.
Plazma-baklja najčešće kao radni plin koristi inertni plin argon. Elektrode mogu biti od bakra, volframa, hafnija, cirkonija ili posebnih legura. Jaka struja pod velikim naponom prolazi između dvije elektrode kreirajući električni luk. Inertni plin pod tlakom prolazi preko električnog luka i biva ioniziran stvarajući   plazmu. Plazma se zna promatrati kao 4. agregatno stanje tvari, te zapravo predstavlja plin sa slobodnim elektronima koji su izašli iz valentne ljuske dovođenjem određenog iznosa energije (električni luk) te mogu slobodno provoditi struju i generirati magnetsko polje. Temperatura baklje dostiže visoke temperature koje variraju od 2,200 do 13,900 °C, no za potrebe rada s komunalnim otpadom dovoljna je temperatura u rasponu od 2,700 do 4,300 °C. Zbog visokih temperatura veliki značaj se doprinosi sistemu hlađenja plazma-baklji.
Ubacivanjem sirovine u rektor započinje proces rasplinjavanja. Zbog vrlo visoke temperature koju kreira plazma-baklja, dolazi do razlaganja organskih molekula na osnovne atome i molekule koji tvore sintetski plin (većinom kreiran od vodika i ugljikovog monoksida). Proces razlaganja naziva se piroliza. Nastali sintetski plin izlazi iz reaktora pri temperaturi od otprilike 1000 °C te ga je potrebno ohladiti do otprilike 600 °C kako bi se spriječilo stvaranje štetnih spojeva na višim temperaturama. Hlađenjem plina dolazi do pregrijavanja i stvaranja vodene pare u izmjenjivaču topline, te se para preusmjerava na parnu turbinu stvarajući, posredstvom generatora, električnu energiju koja gotovo zadovoljava potrebe procesa za električnom energijom. Nakon ohlađivanja sintetskog plina potrebno ga je očistiti od raznih nečistoća te se koristi metoda cikličkog separatora gdje teže čestice padaju na dno separatora, a pročišćeni plin djelovanjem uzgona prolazi na daljnje čišćenje. Prolaskom kroz filtere u sintetskom plinu zaostaju dušikovi oksidi koji se pročišćavaju prolaskom kroz niz katalitičkih pretvornika koji razdvajaju dušikove okside na kisik i dušik. Daljnjim kemijskim pročišćavanjem odstranjuju se ostaci žive, sumpora i klorovodika. Kao rezultat dobiva se maksimalno pročišćen sintetski plin koji se vodi do plinske turbine gdje prisutstvom generatora stvara električnu struju koju koristi postrojenje, a višak se prodaje i šalje preko dalekovoda u električnu mrežu. Također pročišćeni plin se može komprimirati u spremnike i koristiti u proizvodnji metanola i ostalih sintetičkih goriva.
Na dnu reaktora, u procesu rasplinjavanja, dolazi do odvajanja anorganskih tvari koje se rastapaju i na izlasku iz reaktora hlade i skrućuju. Pri hlađenju metali se odvajaju, a anorganska troska ostaje kao kamen staklaste strukture koji se koristi kao tehnički kamen. Teški metali zaostali u troski ne mogu se izlučiti.

## Konačnim postupkom rasplinjavanja otpada plazmom:
- rješavamo problem otpada
- generiramo električnu energiju za pokretanje plazma-baklje, a višak prodajemo
- dobivamo odbačene metale iz otpada koji se recikliraju i ponovo koriste
- dobivamo krutu trosku kao građevinski materijal
- dobivamo klorovodik iz klora
- dobivamo natrijev bisulfit iz odvojenog sumpora

uz minimalne emisije stakleničkih plinova.

## Prednosti
Prednosti korištenja tehnologije rasplinjavanja plazmom u rješavanju problema otpada:
- Čisto zbrinjavanje kemijsko kontaminiranog otpada
- Sprječavanje kontaminacije tla kod zbrinjavanja otpada zakopavanjem
- Nema emisija štetnih plinova
- Proizvodnja kemijski ne reaktivne troske koja se koristi kao građevinski materijal
- Proizvodnja sintetskog plina za proizvodnju električne energije iz organskog otpada
- Izvlačenje korisnih metala iz otpada
- Manje emisije stakleničkih plinova u usporedbi sa spaljivanjem otpada

## Nedostaci
Glavni nedostaci korištenja tehnologije plazme u rješavanju problema otpada:
- Veliki investicijski trošak u usporedbi s procesom zakopavanja otpada
- Plamen plazme uzrokuje smanjenje promjera otvora za uzimanje uzoraka što zahtjeva povremeno održavanje

## Usporedba spaljivanja i rasplinjavanja otpada
| Rasplinjavanje na osnovi plazme | Spaljivanje                       |
| ------------------------------- | --------------------------------- |
| potpuno razlaganje              | nepotpuno razlaganje              |
| nema katrana, dioksina i furana | velike količine katrana i furana  |
| nema pepela                     | 30% pepela                        |
| sve vrste otpada*               | samo ogranskih otpad              |
| nije potrebno sortiranje        | sortiranje se zahtjeva            |
| veliki kapacitet                | veiliki kapacitet                 |
| vrlo male emisije               | visoke emisije                    |
| vlaga nema utjecaj na proces    | vlaga utječe na proces            |
| komadi i do veličine od 1m3     | maksimalna veličina komada 30 cm3 |

'*' osim jako radioaktivnog otpada